# Kidada Jones
Kidada Ann Jones (Los Angeles, 22 marzo 1974) è un'attrice statunitense.

## Biografia
Nata a Los Angeles, è figlia del produttore discografico e musicista Quincy Jones e dell'attrice, modella e cantante Peggy Lipton, pertanto sorella dell'attrice e sceneggiatrice Rashida Jones. Ha lavorato come fotomodella e come fashion designer per la The Walt Disney Company.
Era fidanzata con il rapper Tupac Shakur nel 1996, quando quest'ultimo venne coinvolto in una sparatoria a Las Vegas per poi morire qualche giorno dopo. Dal 2003 al 2006 è stata sposata con Jeffrey Nash, mentre nel 2017 ha pubblicato il libro School of Awake.

## Filmografia parziale
- Black & White, regia di James Toback (1999)
- Thicker Than Water, regia di Richard Cummings Jr. (1999)
- The Intern, regia di Michael Lange (2000)
- Empire - Due mondi a confronto (Empire), regia di Franc. Reyes (2002)
- Proud, regia di Mary Pat Kelly (2004)